# Abaj Chasenow
Abaj Chasenow, pseud. „Hobbit” (ur. 18 maja 1994) – zawodowy gracz Counter-Strike’a: Global Offensive, pochodzący z Kazachstanu. Występuje w barwach organizacji Winstrike Team. Reprezentował drużyny, takie jak: HellRaisers, Gambit Esports, czy Tengri. W swojej karierze zarobił ok. 232 tysiące dolarów.

## Życiorys
Abaj Chasenow rozpoczął karierę w 2015 roku, dołączając do zespołu Party. 3 lipca 2016 roku zawodnicy tej drużyny zostali włączeni do formacji Tengri. 12 października 2016 roku Chasenow został wypożyczony na sześć miesięcy do Gambit Gamingu. 23 lipca 2017 Hobbit wraz z Gambitem wygrał turniej PGL Major Kraków 2017, pokonując w finale drużynę Immortals. Kilka dni później, 2 sierpnia 2017 roku, został wykupiony przez Gambit Gaming. 8 listopada 2018 roku Abaj opuścił Gambit Esports i przeszedł do HellRaisers. Słabe wyniki ukraińskiej organizacji sprawiły, że zawodnik trafił na ławkę rezerwowych. 7 października 2019 roku Chasenow dołączył do Winstrike Teamu, ponownie na zasadzie wypożyczenia z HellRaisers.

## Wyróżnienia indywidualne
- Uznanie za najlepszego gracza turnieju DreamHack Winter 2016.
- 11. gracz na liście najlepszych zawodników w 2017 roku według serwisu HLTV[6].
- 7. gracz na liście najlepszych zawodników w 2017 roku według serwisu Thorin’s Top[7].

## Osiągnięcia
- 3. miejsce – Adrenaline Cyber League 2016
- 1. miejsce – Acer Predator Masters Season 3
- 1. miejsce – WESG 2016 Asia Pacific Finals
- 1. miejsce – DreamHack Open Winter 2016
- 5/8. miejsce – ELEAGUE Major Atlanta 2017
- 2. miejsce – cs_summit 1
- 1. miejsce – DreamHack Open Austin 2017
- 1. miejsce – PGL Major Kraków 2017
- 3/4. miejsce – DreamHack Masters Malmö 2017
- 3/4. miejsce – DreamHack Open Winter 2017
- 1. miejsce – ROG Masters 2017
- 3/4. miejsce – DreamHack Masters Marseille 2018
- 3/4. miejsce – DreamHack Open Tours 2018
- 3/4. miejsce – Adrenaline Cyber League 2018
- 3/4. miejsce – DreamHack Open Summer 2018
- 3/4. miejsce – ESL One: New York 2018
- 2. miejsce – LOOT.BET/CS Season 5[8][9]